# Khaled Ali
 (juillet 2015).
Le contenu est difficilement compréhensible vu les erreurs de traduction, qui sont peut-être dues à l'utilisation d'un logiciel de traduction automatique.

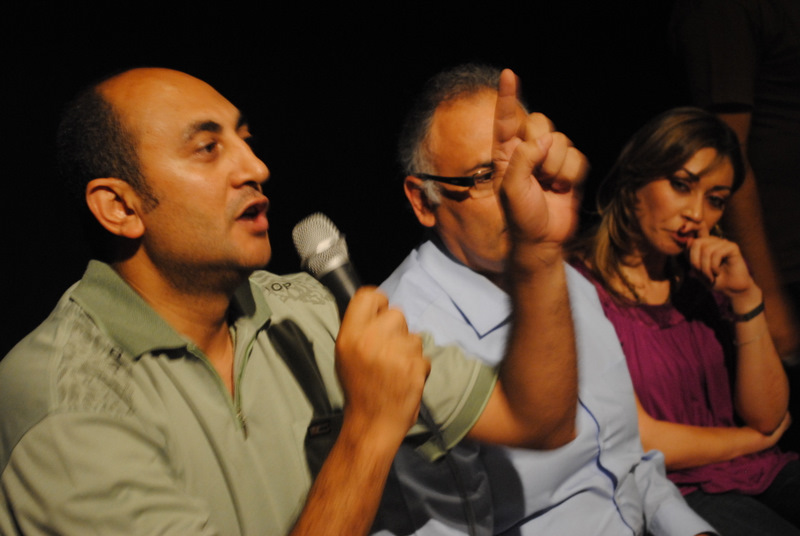
Khaled Ali lors d'une réunion publique.

Khaled Ali (arabe : خالد علي, également orthographié Khaled Aly), né le 26 février 1972 à Mit Ghamr (en) dans le gouvernorat de Dakhleya (Égypte), est un avocat et homme politique égyptien. 
Il est connu pour son militantisme contre la corruption dans le secteur privé, pour la justice sociale et les droits des travailleurs. Ali est l'ancien chef du Centre égyptien d'économie et de droits sociaux (ECESR) et cofondateur du Front de défense des manifestants d’Égypte et du Hisham Mubarak Law Center (HMLC en). Il a remporté le prix de « Combattant égyptien contre la corruption » en 2011.
Il a contribué à plusieurs grandes actions judiciaires contre le gouvernement, dont une décision datant de 2001 accordant plus de liberté aux syndicats. En 2010, il a obtenu que soit établi un salaire minimum pour les travailleurs, il a également remporté un procès pour la nationalisation de trois grandes entreprises qui avaient été privatisées.
Ali était un militant avant, pendant et après la révolution égyptienne de 2011. Il a participé à des grèves des travailleurs avant et après la chute du régime de Moubarak. Il a dénoncé les actes de violence de la part de la police et de l'armée et a activement défendu devant la justice les insurgés et les familles de victimes. En février 2011, Ali a été arrêté lors d'un raid des forces de sécurité égyptiennes sur le HMLC. Il s'oppose à l'autorité du Conseil suprême des forces armées, mais a soutenu le report de la rédaction d'une nouvelle constitution après l'élection de 2012.
Ali est candidat à l'élection présidentielle de 2012, faisant de lui le plus jeune candidat. Il obtient 134 056 voix, soit 0,58 % des suffrages exprimés. Ses préoccupations sont celles de la justice économique et sociale. Ses sujets d'action comprennent la protection des ressources naturelles, la lutte contre la corruption, la baisse du chômage ainsi que la promotion des droits des travailleurs. Ali porte une attention toute particulière à l'éducation, qui selon lui peut sortir l'Égypte de la pauvreté. Il recherche un juste équilibre entre le secteur public et privé. Ali n'appartient pas à un parti politique et n'en a jamais fait partie. Il se dit être le « candidat des pauvres ». Il est notamment soutenu par les étudiants, les militants, les agriculteurs et les travailleurs, généralement à la gauche de l'échiquier politique. Son slogan de campagne est « Nous réaliserons notre rêve ».
Il est à la tête du Parti du pain et de la liberté (en).

## Origines
Ali est né à Daqahlia dans une modeste famille rurale,. Il est diplômé en 1995 et a obtenu un diplôme de la Faculté de droit de l'université de Zagazig.

## Militantisme sous le régime de Moubarak
Khaled Ali est l'ancien chef du Centre égyptien pour les droits économiques et sociaux (ECESR), des membres fondateurs de Hisham Mubarak Law Center, membre fondateur du Front pour défendre l'Égypte de manifestants (commencé en 2008), et fondateur du « Comité de coordination pour la défense des droits et libertés d'association ».
Al-Ahram Weekly appelé lui « croisé anti-corruption légendaire », et CounterPunch le décrit comme « L'Égyptien le plus connu comme conseiller et défenseur des syndicats indépendants et des manifestations de travailleurs. » En 2011, il remporte le prix « Égyptien combattant la Corruption » accordée par « Égyptiens contre la corruption.

### Victoires juridiques
La carrière d'Ali a été mise en évidence par des victoires dans plusieurs affaires juridiques importantes,  impliquant de la corruption et le secteur privé. Il a combattu la corruption au sein du gouvernement de Moubarak, qui avait illégalement privatisé des terres publiques et des usines du secteur public. Poursuivant les fonctionnaires du gouvernement pour la vente de biens publics, il a pu gagner le retour de plusieurs grandes entreprises.
Ali est une « force motrice » derrière une décision de 2001 qui a accordé aux syndicats plus de libertés,. Il fut victorieux dans les cas qui ont entraîné le retour des grandes entreprises dans le secteur public (citant la corruption de ces sociétés), y compris les détaillants Omar Effendi, la Société de tissage de coton du Nil et plusieurs autres usines,. Ali a été également président de l'équipe de défense de l'assurance et fonds de pension. Il a fait partie de l'équipe de la défense qui a déjà réussi à arrêter la privatisation de Régie générale d'assurance santé.
Ali est connu pour présenter et gagner un procès historique en 2010, qui a forcé le gouvernement à définir un salaire minimum compatible avec le coût de la vie, qui se monte à 1200 livres égyptiennes par mois pour tous les travailleurs,. En février 2010, il a dit: « le gouvernement représente le mariage entre le pouvoir et l'argent — et ce mariage doit être brisé...Nous demandons la démission du gouvernement d'Ahmad Nazif, parce qu'il fonctionne uniquement pour les hommes d'affaires et ne tient pas compte de la justice sociale. Nous demandons un salaire minimum et un salaire maximum, ainsi que la connexion des salaires aux prix. Nous demandons également des augmentations de salaire annuelles conformément au taux d'inflation. Nous sommes contre la privatisation du secteur de l'assurance-santé et appelons pour la fixation de tous les contrats de travail temporaires. » En avril 2010, environ 300 ouvriers se sont réunis à l'extérieur du Bureau du cabinet pour protester contre les politiques de privatisation du gouvernement et la Fédération des syndicats égyptiens (FSE). Ali a dit à l'époque, « nous allons leur donner un mois. Si après un mois, le verdict n'a pas été appliqué de façon acceptable pour les travailleurs, toutes les forces des travailleurs qui participent à cette manifestation mettront en scène des protestations répétées jusqu'à ce qu'il soit instauré ».

### Soutenir les grèves et le secteur public
Tout au long de sa carrière, Ali a été un ardent défenseur de grèves et de l'activisme des travailleurs du secteur public . En 2007, Ali a noté la tendance croissante des grèves comme un signe de changement politique : « des tabous ont été brisées au cours de ces dernières années d'effervescence politique et les travailleurs ont diminué leurs peurs, » dit-il. 2008, Ali a souligné que le but d'une grève générale n'était pas de nuire à l'économie. « Le point de faire une déclaration forte et de prendre position, » a déclaré Ali.
En 2009, au milieu des protestations de la FSE contrôlées par l'État, Ali a appuyé la création de décembre 2008 de l'Union générale des employés de l'impôt immobilier (RETA). Ali dit de l'administration fiscale et de l'action politique parmi les travailleurs, « le RETA donne l'exemple à suivre pour les autres travailleurs et fonctionnaires. C'est en effet le seul projet politique indépendant important en 2009... les travailleurs sont extrêmement méfiants vis-à-vis des partis politiques, essayant de tirer profit de leurs propres causes, afin qu'ils s'efforcent toujours de délibérément de se distancer d'eux...Il existe également une dimension tactique pour tenter d'éviter la colère du gouvernement et de son appareil de sécurité ».
En janvier 2011, Ali a continué d'appuyer une séparation entre les travailleurs et les groupes politiques (contrairement aux frères musulmans, qui, dit-il, contrôlent les syndicats professionnels), mais il a fait remarquer que les deux doivent toujours être liés. « Pendant des années, le travail constituait le cœur social du mouvement politique progressiste, qui a servi à son tour les cerveau politiques de la main d'œuvre. C'était important pour le mouvement ouvrier d'articuler son discours et négocier ses exigences », a déclaré Ali.
En février 2011, Ali a souligné le rôle primordial que les travailleurs jouent pendant et après la révolution :

« Vous ne pouvez pas nier le rôle des jeunes de la classe moyenne dans la révolution, et vous ne pouvez pas nier que les jeunes sont ceux qui ont déclenché cette révolution...Je suis d'accord que les jeunes ont joué un rôle important, et je dis que cette révolution a représenté les désirs de tout le peuple égyptien à travers différentes catégories... Mais les travailleurs faisaient tout autant partie de cette révolution. Les travailleurs ont avec succès lancé la plus grande vague de mobilisations du travail que ce pays a vu, de 2004 jusqu'en 2011. Les travailleurs sont ceux qui ont fait tomber les structures de ce régime au cours des années. Ce sont eux qui se sont battus pour l'organisation indépendante sur le terrain, et ce sont eux qui ont créé le premier syndicat indépendant de facto de l'Égypte. Et ils ont insisté sur le droit d'avoir des syndicats pluralistes, non seulement les syndicats qui sont acoquinés avec des partisans du gouvernement. Ce sont eux qui ont apporté leurs doléances dans les rues... Travailleurs mis à la terre pour l'émergence de cette révolution, et je crois que toute analyse qui dit le contraire est superficielle. »

## Révolution égyptienne de 2011 et ses conséquences
Ali a participé activement à la révolution de 2011, soutenant les grèves des travailleurs et représentant les manifestants et les familles des martyrs contre le gouvernement, tout en condamnant la violence du Conseil suprême des Forces armées (SCAF) et les forces de police de l'Égypte.
Le 3 février 2011, dans une vague de répression par sécurité égyptienne, Ali a été parmi les détenus lors d'un raid par des forces de sécurité sur le Hisham Mubarak Law Center (HMLC) au Caire. Amnesty International a condamné le raid.
Ali a été un des deux avocats qui ont apporté une affaire devant la Cour de Justice Administrative de l'Égypte en avril 2011, au nom de l'ancien détenu militaire, Rasha Azab. Ali a contesté la décision de l'armée pour juger des civils devant des tribunaux militaires.
En juin 2011, Ali a témoigné devant la juridiction administrative, au cours d'un procès qui conteste la loi 34/2011 qui criminalisait certaines manifestations et grèves. Ali a demandé l'annulation de la loi 34/2011. Il dit au sujet de la Loi, "manifestations et grèves ont toujours été les seules armes des travailleurs … puisqu'ils n'ont pas la capacité de négocier avec le gouvernement — les priver de ce droit est les priver du droit d'exprimer leur souffrance… La Loi a été présentée comme la Loi « liberté du travail et de prévention de sabotage », alors qu'elle est effectivement destinée à empêcher les ouvriers et les pauvres de protester ».
En août 2011, Ali a continué à s'opposer aux tentatives du gouvernement pour limiter les manifestations tentant d'empêcher le transfert du pouvoir à la SCAF. Lors d'une conférence de presse tenue par 36 ONG, il a critiqué le ministère de la solidarité pour ce qu'il considérait comme le patriotisme "monopolizing" et la diffamation envers des militants de la société civile qui ont protesté contre Moubarak et ses politiques et les essais militaires des civils. Ali a critiqué ce qu'il considérait comme des violations des droits humains commises par le Cabinet et le SCAF.
Ali a été impliqué dans les efforts pour en savoir plus sur les personnes qui ont participé à la révolution, surtout ceux qui ont été blessés ou morts.

« Nous sommes dans le processus de collecte de documents concernant le nombre de personnes qui sont mortes et qui ont été blessées. Parmi eux, parmi les questions que nous demandons aux gens est, « où la victime vivait-elle ? Était-il un ouvrier, ou était-il au chômage ? Travaillait-il sur une base temporaire ? Était-il fonctionnaire ? Était-il travailleur permanent ? Quel était son salaire? » Jusqu'à présent, la plupart des cas nous avons rencontrés sont ceux  de personnes pauvres qui vivaient dans les quartiers pauvres. Ce sont eux qui sont sortis et se sont joints à ces combats de rues lors de la révolution. Ils sont ceux qui n'ont pas peur d'être abattus. Ce sont eux qui ont été tués. Ces personnes ont donné leur vie sans jamais réclamer qu'ils étaient les propriétaires de cette révolution. Nous avons besoin d'une réelle documentation pour savoir comment cette révolution a vraiment réussi. »

Ali a condamné la violence de la période post-révolutionnaire, y compris la mort de manifestants non armés qui avaient été écrasés par des véhicules blindés ou tués par balle en octobre 2011. Ali a constaté que les autopsies ont déterminé que sept d'entre eux sont décédés des suites de blessures par balle et dix ont été écrasés par des véhicules ».

## Élection présidentielle de 2012

### Annonce
Ali a écrit sur son compte Twitter le lundi 27 février 2012 qu'il donnerait une conférence au syndicat des journalistes ce soir-là,  pour annoncer sa candidature à la présidence lors de l'élection de 2012. Cette déclaration de candidature a été un événement fort couru, le lendemain de son 40e anniversaire, l'âge minimum admissible pour briguer la présidence. Il est le plus jeune candidat à entrer dans la course.
« Je suis un candidat d'un des villages de l'Égypte… un humble fermier, un président de Tahrir, » dit Ali. « J'ai décidé de poursuivre la course comme un jeune homme, enclin à soutenir les pauvres, contre la domination militaire et avec les droits de nos martyrs. Je n'ai pas peur, tant que j'ai le soutien de tous ceux qui rêvent de liberté, de justice et la dignité», a-t-il continué. Ali n'appartenait pas alors à un parti et il n'avait jamais été membre d'aucun parti. « Je sais qu'ils essaieront de me diffamer, mais même s'ils me tuent ou m'emprisonnent … vous êtes ceux qui continuerez à vous battre pour vos droits ».
Ali a fait valoir qu'il n'a pas parlé de la révolution, parce qu'elle ne peut pas être représentée par une seule personne. « Je suis le candidat de la révolution ? Je suis le candidat des jeunes ? Non ! Je suis seulement la voix de beaucoup", a déclaré  Ali dans son discours. Il s'appelait lui-même le « candidat des pauvres ». Il dit qu'il essaie d'agir « comme un jeune homme indépendant qui s'est rangé du côté des pauvres contre la décision militaire. » Son slogan de campagne est « Nous nous acquitterons de notre rêve » ou « Nous atteindrons nos rêves. »
Ali n'a pas encore recueilli les 30 000 signatures de citoyens d'au moins 15 gouvernorats requises pour sa candidature. Avec Ali, sept autres candidats sont entrés publiquement dans la course au moment de son annonce. L'enregistrement des candidatures s'est ouvert le 10 mars et se termine le 8 avril; les élections sont prévues pour les 23 et 24 mai.
Gamal Eid, un célèbre avocat gauchiste et directeur du réseau arabe d'information sur les droits de l'homme, qui travaille sur la campagne d'Ali, a déclaré qu'un groupe de militants et de travailleurs du travail avait déjà commencé à faire campagne.

### Plate-forme
Ali a déclaré dans son annonce de candidature, «  toute ma plate-forme est construite en se fondant sur la justice sociale. » Ali dit que la justice sociale est son principal objectif et principe, « pas seulement une décoration. » Il a déclaré que la justice sociale est plus importante pour lui que de gagner l'élection. Ali affirme que sa mission est d'atteindre les objectifs de la révolution de liberté et une vie meilleure pour chaque Égyptien. Il souligne l'importance de l'éducation comme outil principal pour libérer la nation de la pauvreté.
Ali a dit, « nous devons également soutenir la lutte palestinienne contre l'occupation sioniste ; Nous devons collaborer avec la résistance palestinienne et lever le blocus sur Gaza ». Ses autres thèmes principaux incluent le renforcement économique régional avec l'Iran et la Turquie (en dehors de l'implication américaine), porte sur le renversement de l'ère corrompue de Moubarak, la réhabilitation des terres agricoles, l'emploi et la protection des droits des travailleurs, les ressources naturelles et les richesses minérales.
Ali veut que le secteur public regagne son statut et son importance sociale en « fournissant des produits abordables et des politiques de l'emploi approprié ». Il a dit qu'il n'est pas contre le secteur privé, sans lequel « aucune société ne peut correctement se développer, ». « Le travailleur n'aura pas à visiter son employeur chaque jour pour embrasser sa main pour obtenir son consentement. Uniquement le droit serait de réglementer la relation entre les salariés et leurs employeurs, » dit-il. Parlant de ses priorités en tant que président, Ali dit que son objectif principal serait la restauration des biens de l’Égypte, perdus lorsque l'ancien régime les vendit  illégalement. Il a appelé à une économie mixte dans laquelle les secteurs publics, privés et coopératifs travailleraient ensemble pour empêcher la fixation des prix et les pratiques monopolistiques. Ali a déclaré son soutien de relancer le secteur public « avec ou sans le consentement des États-Unis ».
Ali est très critique des militaires du Conseil suprême des Forces armées (SCAF). Il les a accusé de propagande et de manipulation de médias d'État qui entoure l'élection. Il conseille les militaires afin de maintenir sa relation avec la population égyptienne et ne pas de perroquet de la police, qui a perdu sa faveur. Il a parlé contre la propriété de l'industrie militaire et les moyens de production. Ali a critiqué des actifs économiques accumulées par la SCAF, défend la nécessité de la renationalisation des usines et autres biens. « C'est précisément cette pléthore d'institutions qu'ils possèdent qui les empêche de s'acquitter convenablement de leur mandat », dit-il. Étranger exploitation de 120 des mines d'or de l'Égypte, disant : utilisation en est un exemple particulièrement critique Ali et le développement des richesses minérales de la nation devrait être prévu et ne devienne pas un moyen pour les entreprises étrangères à bénéficier. Il dit aussi l'armée devrait tourner usines et projets économiques pour le secteur public et de laisser le travail sans emploi, plutôt que des conscrits.
Ali est également critique de comment certaines personnes, à son avis, ont exploité la révolution de l'Égypte pour leur propre gain. « Arrêter l'utilisation de la police et l'armée dans la politique et les médias, » dit-il. Il est contre les efforts des dirigeants militaires à politiser la police et l'armée. Ali veut retarder la rédaction d'une constitution jusqu'à ce que les dirigeants militaires donner pouvoir aux civils. « Il n'est pas raisonnable de tenir des élections présidentielles alors que la rédaction de la constitution en même temps, » dit-il.
Il a critiqué la phase de transition pour le ciblage des jeunes et des révolutionnaires. « Laisser la roue de l'arrêt de la production jusqu'à ce qu'elle tourne... la justice sous Moubarak, la roue a augmenté la pauvreté des pauvres tout en augmentant la richesse des riches ». Ali dit celui qui est élu doit être plus responsable que Moubarak. Il jure que s'il est élu, il vous autonomiser les pauvres Égyptiens et lutter contre les généraux au pouvoir et Mubarak alliés encore au pouvoir.
Les plans de campagne pour libérer sa plateforme complète à la fin du mois de mars et dans l'intervalle, délivre des documents de travail sur chaque planche de sa plate-forme.

### Accueil
Beaucoup de ses partisans sont des étudiants et militants qui ont été actifs dans le renversement du régime de Hosni Moubarak. Il est très populaire parmi les mouvements de travail et étudiant en raison de ses efforts continuels à la réforme et la justice sociale.
Beaucoup de partisans de Ali le voient combler le vide laissé par le retrait Mohamed el-Baradei. Samer Soliman, professeur de sciences politiques à l'université américaine du Caire a exprimé des doutes quant à la capacité d'Ali à remplir ce vide : « le mouvement démocratique et révolutionnaire a atteint une impasse après le retrait d'el-Baradei et c'est un mouvement important et actif... Je ne suis pas sûr que Khaled [Ali] va jouer ce rôle. » Ali était surtout connu comme un avocat militant et pas comme un homme politique, selon la version anglaise d'Al-Akhbar. Contrairement au passé militant de Ali, certains de ses opposants notoires sont des anciens associés ou les membres de l'ancien régime de Moubarak.

## Îles de Tiran et Sanafir
Un accord inter-États sur la délimitation de la frontière maritime entre l'Égypte et l'Arabie saoudite, datant d'avril 2016, prévoyait la cession de l'île de Tiran et celle de Sanafir à l'Arabie saoudite, mais celui-ci est annulé par le Tribunal administratif égyptien en juin 2016, celui-ci ayant été saisi par Ali. L'île est finalement restituée le 24 juin 2017 à l'Arabie saoudite, cet acte de rétrocession ayant été rendu officiel par le président égyptien Abdel Fattah al-Sissi.

## Tentative de candidature à la présidentielle de 2018
En mai 2017, Ali annonce qu'il pourrait se porter candidat à l'élection présidentielle de 2018. Il est arrêté peu après, accusé d'avoir fait un bras d'honneur devant une cour de justice du Caire. Le 21 janvier 2018, il reçoit le soutien d'Hamdine Sabahi, candidat en 2012 et 2014. Il retire néanmoins sa candidature le 24 janvier 2018. Il justifie sa décision par l'arrestation de ses militants, par le fait que les délais pour recueillir les parrainages soient trop courts, par le fait que la commission électorale ne lui avait pas communiqué le nombre de parrainages donc il disposait et par le fait que le scrutin n'était pas « libre et juste ».  Plusieurs personnalités ayant annoncé leurs candidature, dont Ahmed Chafik et Sami Anan, ont été soit intimidés ou incarcérés,.
.